# Constitutioneel referendum in Liberia (1869)
Het constitutioneel referendum in Liberia van 1869 werd op 4 mei van dat jaar gehouden en handelde over het voornemen van de regering om het termijn van de president en het parlement te verdubbelen van twee naar vier jaar. Het referendum vond tegelijkertijd plaats met de algemene verkiezingen. De meeste Liberianen waren het met de regering eens dat verkiezingen om de twee jaar onpraktisch waren en er eigenlijk non-stop campagne werd gevoerd. De regering die het referendum uitschreef bestond uit leden van de Republican Party en men verwachtte de verkiezingen en het referendum te winnen. De kandidaat van de True Whig Party Edward James Roye won echter de verkiezingen en 99% van de kiezers sprak zich bovendien uit voor de verdubbeling van het ambtstermijn van president en parlement. De Republican Party sprak zich na de verkiezingsoverwinning van Roye plotseling uit tegen de aanpassing van de grondwet en de verlenging van de termijnen van het presidentschap en het parlement. De Republican Party, die de Senaat domineerde schreef een nieuw referendum uit, dat ook daadwerkelijk werd gehouden in 1870.

## Uitslag
| Keuze                           | Stemmen | %     |
| ------------------------------- | ------- | ----- |
| "Ja"                            | 350     | 99,42 |
| "Neen"                          | 2       | 0,57  |
| Totaal                          | 352     | 100   |
| Geregistreerde kiezers/ opkomst |         |       |
| Bron: AED                       |         |       |